# Gare de Barbentane - Rognonas
La gare de Barbentane - Rognonas est une gare ferroviaire française située sur le territoire de la commune de Barbentane, à proximité de Rognonas, dans le département des Bouches-du-Rhône, en région Provence-Alpes-Côte d'Azur. Cette gare de la Société nationale des chemins de fer français (SNCF) est fermée au trafic voyageurs en 1968, puis au fret en 1991.
Le site comprend en fait deux gares distinctes : l'une sur la ligne de Paris-Lyon à Marseille-Saint-Charles, l'autre (également fermée) sur la ligne de Barbentane à Orgon.

## Situation ferroviaire

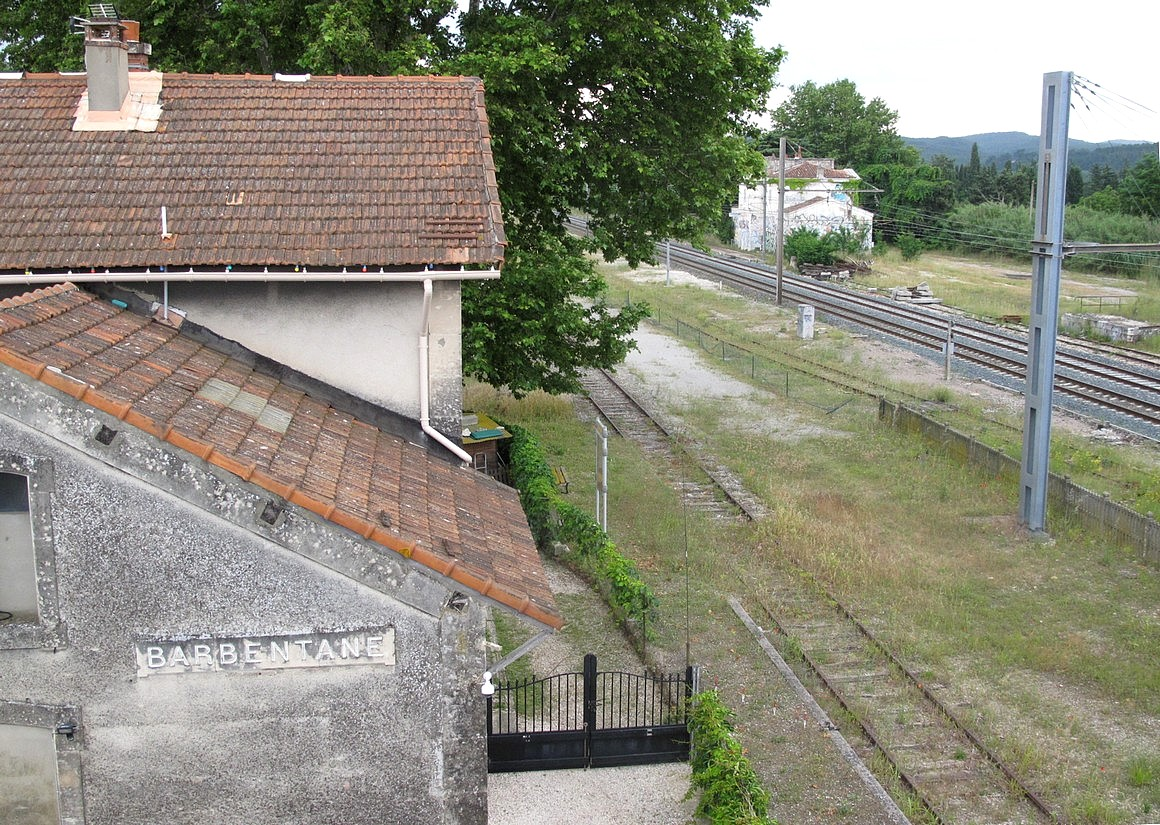
Au premier plan : la gare de Barbentane (RDT 13) ;
au fond, à droite : la gare de Barbentane - Rognonas (SNCF).

Établie à 22 mètres d'altitude, la gare de Barbentane - Rognonas est située au point kilométrique (PK) 747,439 de la ligne de Paris-Lyon à Marseille-Saint-Charles, entre les gares ouvertes d'Avignon-Centre et d'Arles.
Par ailleurs, la gare de Barbentane est l'origine (PK 0,000) de la ligne de Barbentane à Orgon.

## Histoire

### Gare PLM (puis SNCF)

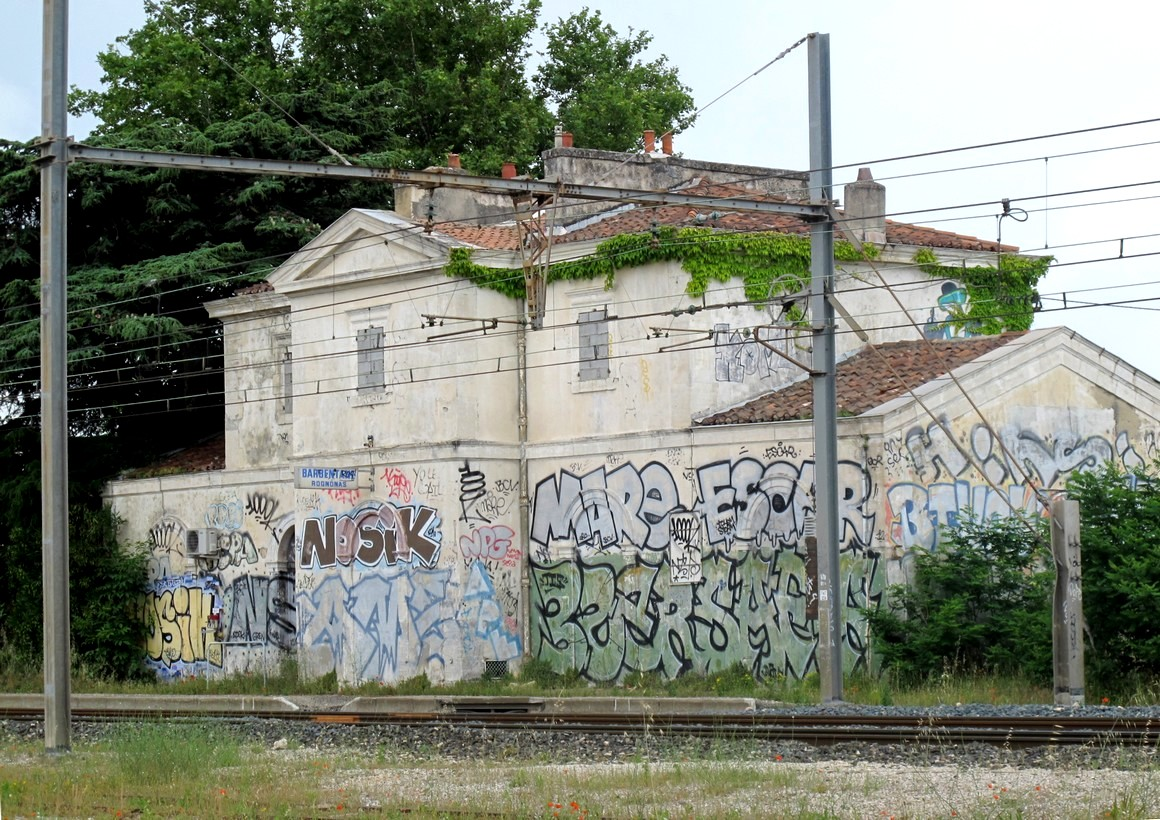
Ancien de la gare SNCF, abandonné et vandalisé.
L'un des deux quais existe toujours, bien qu'inutilisé.

La gare de Barbentane - Rognonas est inaugurée le 18 octobre 1847, lorsque la Compagnie du chemin de fer de Marseille à Avignon ouvre la section de ligne entre Barbentane et Saint-Chamas. Puis, le 5 mars 1849, c'est au tour de la section d'Avignon à Barbentane d'être mise en service. Ces installations reviennent à la Compagnie du chemin de fer de Lyon à la Méditerranée en 1852, puis à la Compagnie des chemins de fer de Paris à Lyon et à la Méditerranée (PLM) de 1857 à 1937 ; la SNCF prend le relais en 1938, par nationalisation et fusion des grandes compagnies privées dont le PLM.
Le 18 octobre 1986, l'automotrice Z2 no 7513 (du dépôt de Vénissieux) est baptisée Barbentane. Cette cérémonie se déroule en gare.
Par ailleurs, le site a connu deux accidents mortels : le premier, le 26 octobre 1949, s'est produit lorsqu'un autorail effectuant la liaison Cerbère – Avignon a déraillé sur un aiguillage (puis a violemment percuté le hangar de la petite vitesse) à la suite de la rupture d'un essieu ; le second s'est déroulé le 26 juillet 1983 dans des circonstances analogues, alors qu'un train de nuit Nice – Paris circulait à 160 km/h. Ils ont respectivement tué douze et quatre personnes.
La gare SNCF est fermée au service des voyageurs en 1968, puis à celui des marchandises en 1991.

### Gare départementale

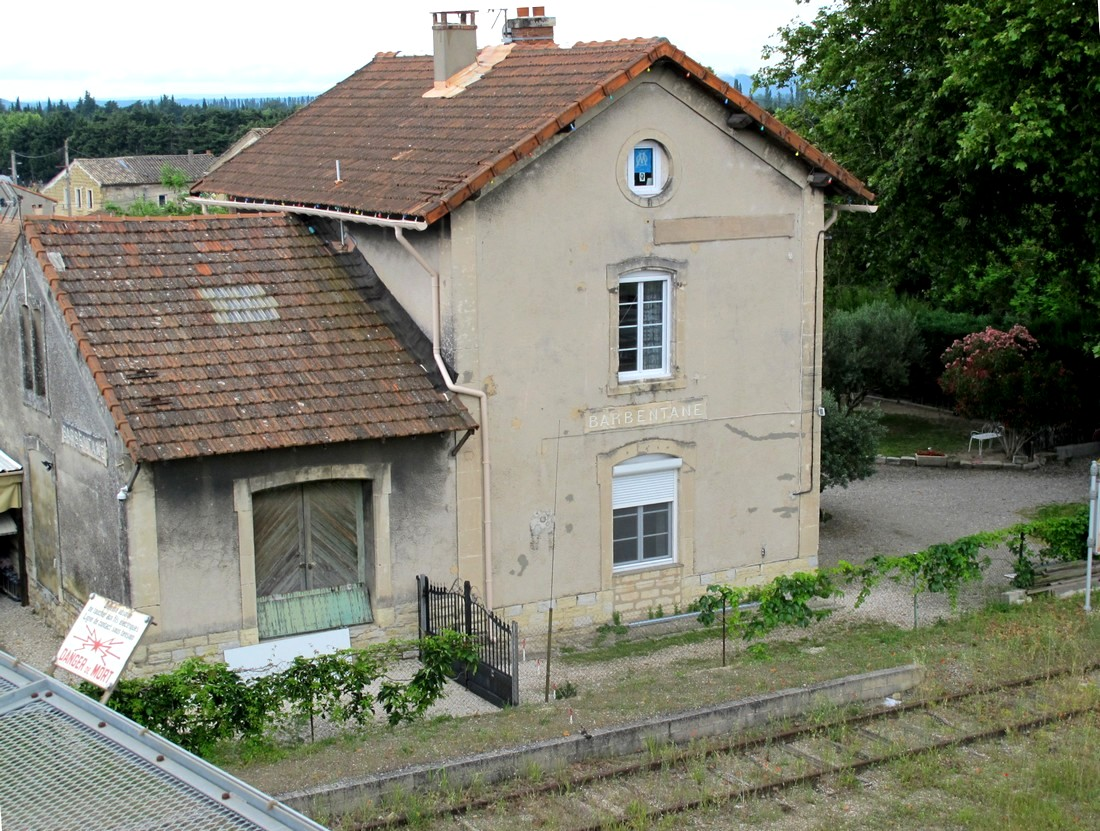
Ancien bâtiment voyageurs de la gare de la régie départementale, reconverti en habitation (après avoir été revendu à un particulier).
Le quai, bien que désaffecté, est toujours présent.

La gare de Barbentane est le point de départ de la ligne de Barbentane à Orgon, dite « ligne des primeurs » en raison de l'important tonnage agricole qui y est acheminé. Dès son ouverture en 1887, elle devient une plaque tournante de première importante pour l'expédition de tous les trafics en provenance ou à destination des Bouches-du-Rhône. Elle possède un château d'eau et une remise à machines.
La Société de construction des Batignolles finance la construction de cette ligne, ce qui explique pourquoi la gare de Barbentane a un temps été dénommée « gare des Batignolles ». En 1882, la concession est reprise par la Société nouvelle des chemins de fer des Bouches-du-Rhône, puis, en 1886, par la Compagnie des chemins de fer régionaux des Bouches-du-Rhône ; cette dernière cesse ses activités en 1913, avant d'être à son tour reprise par le département pour être remplacée par la Régie départementale des transports des Bouches-du-Rhône (désormais plus connue sous le sigle RDT 13).
Vers 1950, le trafic voyageurs de la ligne de Barbentane à Orgon est suspendu (un trafic fret épisodique subsiste toutefois), entraînant vraisemblablement la fermeture de la gare de Barbentane.